# Армаджани, Сиа
Сиа (Сиаваш) Армаджани (англ. Siah Armajani; 10 июля 1939 — 27 августа 2020) ― американский художник, скульптор и архитектор иранского происхождения. Известен в первую очередь благодаря своими работам и проектам в контексте городской среды.

## Биография

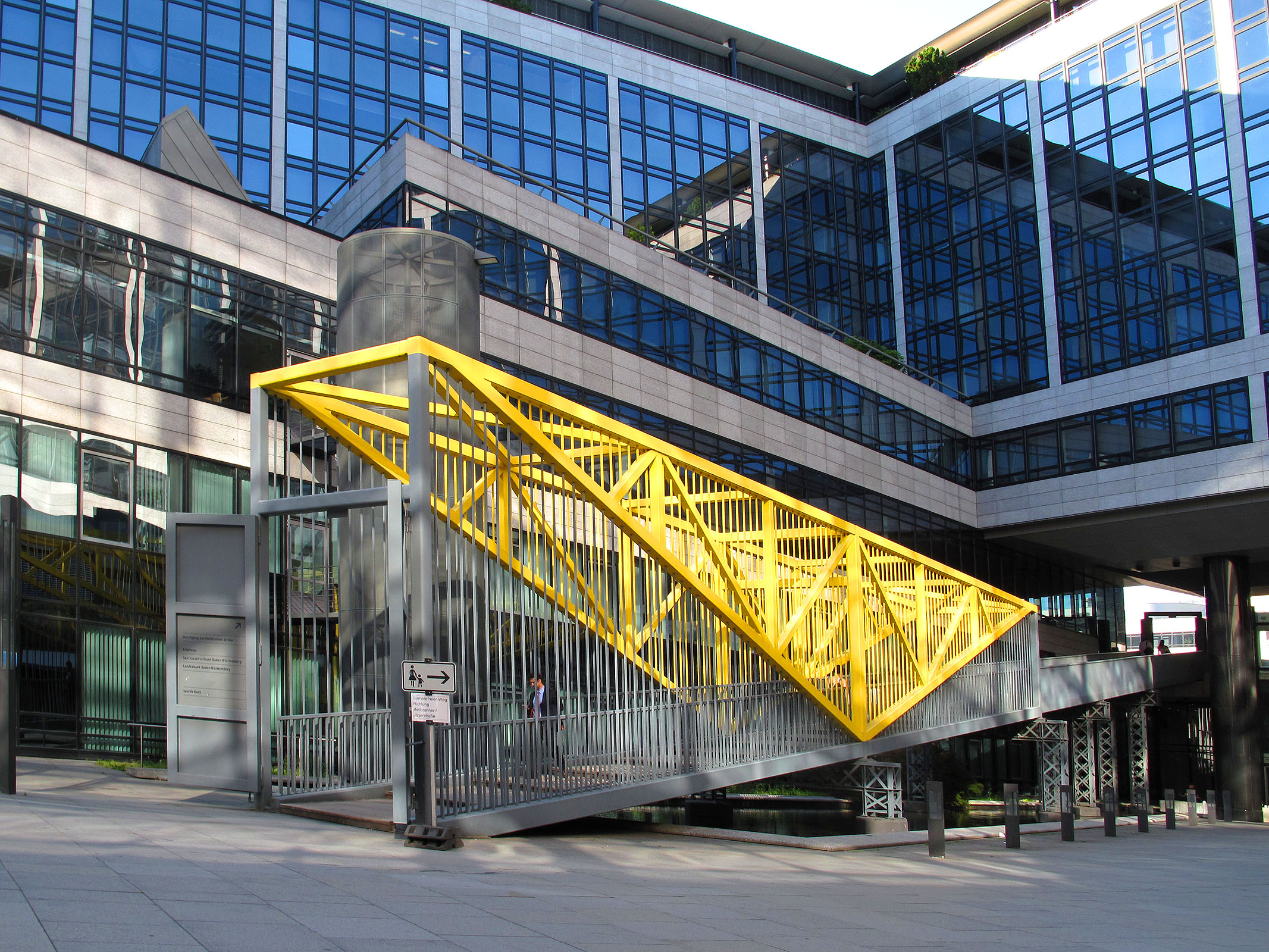
Сиа Армаджани, «Мост», 1994, Штутгарт-Митте

Сиаваш Армаджани родился в 1939 году в Тегеране. В 1960 году, в возрасте двадцати лет, иммигрировал в Соединённые Штаты вместе со своей семьёй. Там он поступил на учёбу в колледж.
Армаджани решил посвятить себя архитектурному и художественному искусству и со временем добился больших успехов на данном поприще. Он разработал дизайн олимпийского факела, который был использован во время летних Олимпийских игр 1996 года в Атланте. Он также работал над многими другими известными проектами, такими как башня и мост Статен-Айленд в Нью-Йорке, «Круглая беседка» в Ницце и мост Ирен Хиксон Уитни в Миннеаполисе. Армаджани также был спроектировал «Мост через дерево» в Бруклине: аллею длиной 27 метров с лестницами, которые поднимаются и опускаются над вечнозелёным деревом.
Большую известность получила инсталляция Армаджани «Фаллуджа», представленная публике в 2005 году и являющаяся переосмыслением картины «Герника» Пабло Пикассо. Инсталляция была создана в ответ на вторжение США в Ирак. Сейчас она находится в Центре искусств Уокера в Миннеаполисе, штат Миннесота.
Ещё один важный проект Армаджани ― башня и мост, расположены на эспланаде Норф-Шор на паромном терминале Святого Георгия, Статен-Айленд, штат Нью-Йорк. Сам Армаджани говорил о своём детище следующее:
«Все здания и все улицы украшены. Кроме того, маяк и мост становятся местом воплощения изобразительного искусства, поэзии, музыки… Охватывая все виды искусства, маяк и мост повсюду отстаивают свою собственную перспективу».
В 2010 году Сиа Армаджани был удостоен премии United States Artists.
На выставке в галерее Мёленстена в 2011 году был представлен целый ряд ранних произведений Армаджани, созданных в годы до его переезда в Америку. Многие из них были созданы при помощи чернил и акварели. Так, в своей работе «Рубашка» (1958) Армаджани использовал карандаш и чернила, чтобы полностью покрыть рубашку своего отца персидскими письменами.
Несколько работ Армаджани ныне хранятся в Институте искусств Миннеаполиса.
Художественная выставка Siah Armajani: Follow This Line, посвящённая творчеству художнику, состоялась в сентябре ― декабря 2018 года в центре искусств Уокера в Миннеаполисе и в феврале ― июне 2019 года в музее Мет Бройер, Нью-Йорк.